# Lutz Mathesdorf
Lutz Mathesdorf (* 2. Juni 1963 in Neumünster) ist ein deutscher Comiczeichner und Kinderbuchautor.
Mathesdorf ist Diplomsozialpädagoge. Während seines Studiums veröffentlichte er seine ersten Werke. So erstand nach einem Aufenthalt in New York 1988 der AIDS-Präventionscomic Condomas, der im Borbyer Werkstatt Verlag veröffentlicht wurde, und ebenfalls 1988 Es war einmal…, ein Märchen über Tablettenmissbrauch mit Illustrationen von Lutz Mathesdorf bei der Aktion Jugendschutz in Kiel.
1992 wurden seine ersten, regelmäßigen Comicstrips im Holsteinischen Courier, Neumünster und Wochenend Magazin abgedruckt. Diese Serie Bauer Harms aus Klein Kummerfeld lief bis 2012 wöchentlich im Bauernblatt Schleswig-Holstein. 1994 und 1996 gab er zwei Bauer-Harms-Bände im Eigenverlag heraus.
Mathesdorf gründete auch die Zeichnervereinigung Der stürmische Norden, zu der unter anderem Kim Schmidt, Volker Sponholz, Jörg Reymann und Markus Huber gehörten.
Mit Volker Sponholz veröffentlichte er 1996 den Comic Bertis Buben im Rowohlt-Verlag. Der Comic über die deutsche Fußballnationalmannschaft wurde zum Bestseller (Platz 37 der Spiegel-Bestsellerliste), der von seinem Nachfolgeband 1998 Bertis Buben 2, Auf nach Frankreich sogar noch übertroffen wurde. (Platz 12 der Spiegel-Bestsellerliste) Bis 2002 erscheinen noch drei weitere Fußballcomicbücher, bevor Sponholz die Serie in Alleinarbeit weiterführte.
1998 begann Mathesdorf auch seine Zusammenarbeit mit Kim Schmidt. Unser Schumi, ein Comic über den Formel-1 Fahrer Michael Schumacher, erschien im Carlsen Verlag und wurde ebenfalls ein großer Verkaufserfolg. Dem Band folgten zwei weitere Bände bei Carlsen und Achterbahn. 2002 machte Mathesdorf noch einen Schumi-Band in Zusammenarbeit mit dem Zeichner Gabriel für den Achterbahn Verlag.
2003 veröffentlichte der Carlsen Verlag mit Quek, das Froschgespenst das erste Pixie-Kinderbuch von Mathesdorf.
Zwischenzeitlich entwickelte er verschiedene Comicserien für das Big-Brother Magazin, TV Today und die Frau von Heute. 2004 gründete er zusammen mit Michael Hopp und Jan Wickmann den Tigerpress-Verlag. Bis 2006 war er hier Chefzeichner für das neu aufgelegte Comicmagazin Fix und Foxi.
Seit 2008 arbeitet Lutz Mathesdorf als Trickfilmproduzent für TV und Werbung.
2017 ist Mathesdorf in die Produktion der YouTube-Trickfilmserie Just Cartoons des Zeichners Gabriel eingestiegen. 
2020 gründete er denn WeiteWelt Verlag. Hier erschien sein Kinderbuch Paulinho und die Elefantenbande im selben Jahr. 
Lutz Mathesdorf lebt heute in Seedorf und hat zwei Söhne.

## Werke
- 1988 Condomas, Borbyer Werkstatt Verlag
- 1988 Es war einmal…, Aktion Jugendschutz, Kiel
- 1994 Der Stürmische Norden, Achterbahn-Verlag
- 1994 Bauer Harms aus Klein Kummerfeld, Band 1, Klein Kummerfeld Verlag
- 1994 No Comment, Klein Kummerfeld Verlag
- 1995 Canal Comics, Promedia Verlag
- 1996 Bauer Harms aus Klein Kummerfeld, Band 2: Auf Mallorca, Klein Kummerfeld Verlag
- 1996 Bertis Buben 1, Rowohlt Verlag
- 1997 Jimi Hendrix und der Sturm auf Fehmarn, Kulturbuch Bremen
- 1997 Zensur, Alpha Comic Verlag
- 1998 Wege in die Wanne, Achterbahn Verlag
- 1998 Bertis Buben 2 Rowohlt Verlag
- 1998 Unser Schumi, Carlsen Comic
- 1999 Sir Erichs Bundesligareport, Rowohlt Verlag
- 1999 Unser Schumi, Gib Gummi, Carlsen Comic
- 2000 Ribbecks Racker, Rowohlt Verlag
- 2000 Unser Schumi, Wie krank ist er wirklich, Achterbahn Verlag
- 2000 Leichenwäscher Karl, Achterbahn Verlag
- 2002 Ruuudi, Rowohlt Verlag
- 2002 Unser Schumi und ein Halber, Achterbahn Verlag
- 2003 Quek, das Froschgespenst Carlsen Kinderbuch
- 2005 Fix und Foxi, Weltbild Verlag
- 2006 Knecht Kalli aus Klein Kummerfeld, Band 1: Abgefahr’n, Landwirtschaftsverlag, Münster
- 2007 Knecht Kalli aus Klein Kummerfeld, Band 2: Deutschland sucht den Superbauern, Landwirtschaftsverlag, Münster
- 2012 Jogis Löwen. Ich will, Piper Verlag
- 2014 Rodriguez und Dip, Webcomic